# Peronomerus
Peronomerus is een geslacht van kevers uit de familie van de loopkevers (Carabidae). De wetenschappelijke naam van het geslacht is voor het eerst geldig gepubliceerd in 1854 door Schaum.

## Soorten
Het geslacht Peronomerus omvat de volgende soorten:
- Peronomerus auripilis Bates, 1883
- Peronomerus fumatus Schaum, 1854
- Peronomerus hornabrooki Darlington, 1971
- Peronomerus nigrinus Bates, 1873
- Peronomerus sagitticollis Louwerens, 1954
- Peronomerus xanthopus Andrewes, 1936